# Нікола Парчанов
Нікола Парчанов (болг. Никола Пърчанов, 16 лютого 1934 — 26 жовтня 2014) — болгарський футболіст, що грав на позиції воротаря. Заслужений майстер спорту Болгарії (1963).
Протягом усієї кар'єри виступав за клуб «Спартак» (Плевен), а також національну збірну Болгарії, з якою був учасником чемпіонату світу та Олімпійських ігор.

## Клубна кар'єра
У дорослому футболі дебютував 1949 року виступами за команду «Спартак» (Плевен), кольори якої і захищав протягом усієї своєї кар'єри гравця, що тривала до 1964 року, провівши за цей час 201 матч в групі «А». Зі «Спартаком» він був бронзовим призером чемпіонату у 1958 році та фіналістом Кубка Радянської Армії в 1957 році. У сезоні 1959/60 проти нього було поставлено сім пенальті і Парчанов відбив всі удари.

## Виступи за збірну
21 грудня 1958 року дебютував в офіційних матчах у складі національної збірної Болгарії в товариській грі проти Західної Німеччини (0:3), а 6 червня наступного року зіграв свій другий і останній матч за збірну проти Данії (1:2).
Згодом у складі збірної був учасником літніх Олімпійських ігор 1960 року та чемпіонату світу 1962 року у Чилі, але на турнірах жодного матчу не провів.

## Подальше життя
У 1972 році він був визнаний найкращим гравцем «Спартака» ХХ століття. У 2004 році він був став Почесним громадянином» міста Плевен.
Помер 26 жовтня 2014 року на 81-му році життя.